# Steinkiste von Levene

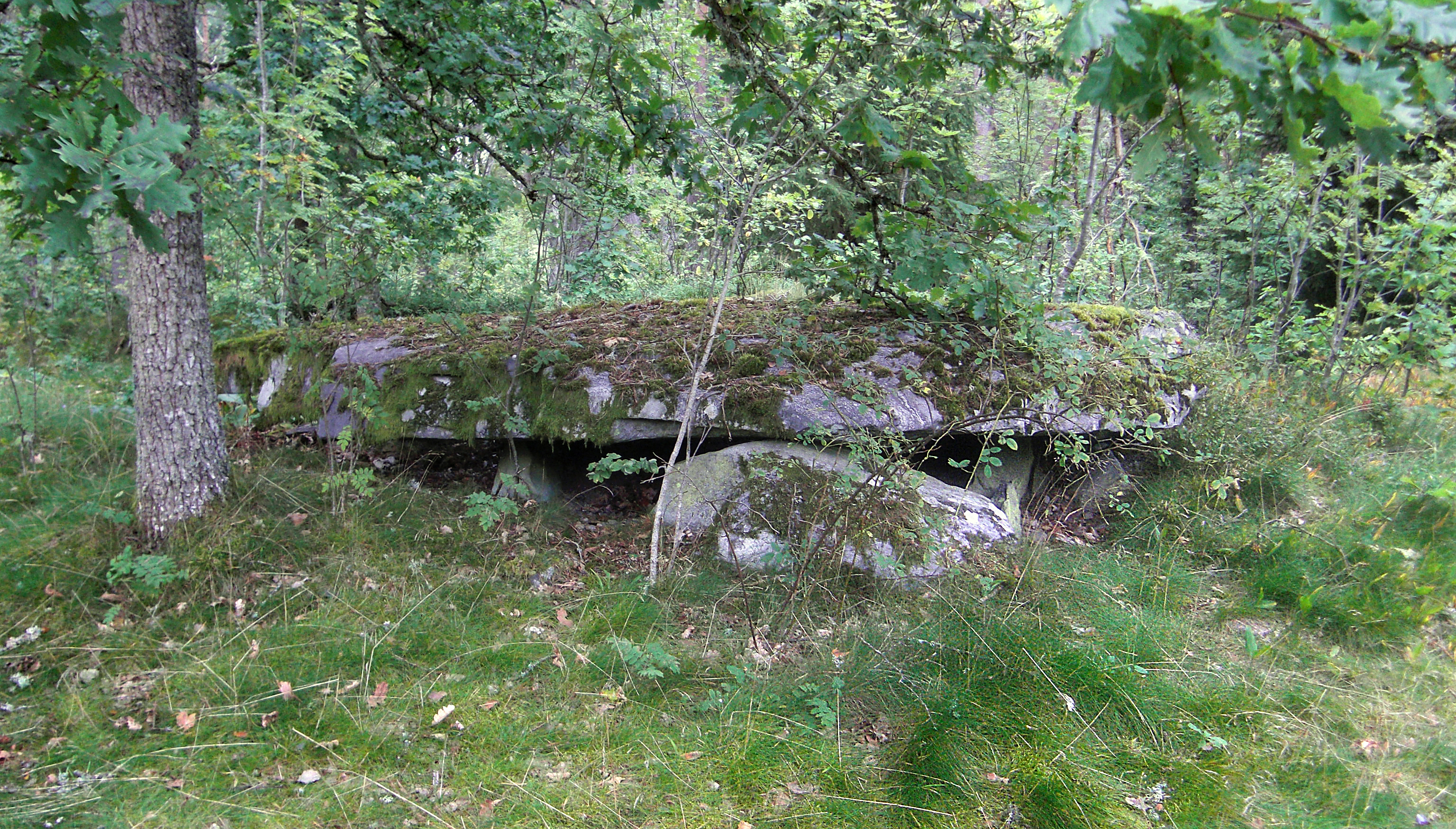
Steinkiste von Levene

Die Nordost-Südwest orientierte Steinkiste von Levene liegt im Wald nördlich von Stora Levene bei Vara in Västergötland in Schweden.
Die Steinkiste besteht aus vier erhaltenen Steinen, die unter einer etwa 5,8 m langen und 1,9 bis 3,9 m breiten Deckenplatte liegen. An der Nordwestseite liegt eine 3,9 × 1,35 m messende 0,3 m dicke (vom Frost zerrissene) Platte. Die Längskanten der Seitensteine sind in ihren oberen Teilen sichtbar. Die Steinkiste wurde im Jahr 1923 restauriert.
Ein 1,15 × 0,9 × 0,6 m messender Schalenstein, der ursprünglich etwa 60,0 m nordöstlich lag, wurde in die Nähe versetzt. Er trägt etwa 60 Schälchen und längere Rillen. Die Schälchen haben Durchmesser von 3,0 bis 8,0 cm und Tiefen zwischen 0,5 und 2,0 cm. Die längliche Aussparungen messen 1,4 × 8 cm und sind 1,5 bis 5,5 cm tief.
In der Nähe steht der Runenstein von Levene.